# Žďár nad Sázavou
Žďár nad Sázavou (tyska: Saar) är en stad i regionen Vysočina i Tjeckien. Staden hade 21 335 invånare (2016). Bland stadens sevärdheter återfinns vallfartskyrkan Johannes Nepomuks kyrka, ritad av Jan Blažej Santini Aichel och uppförd 1719-1727. Kyrkan är ett av Tjeckiens världsarv.